# Tannhäuser (Dichter)

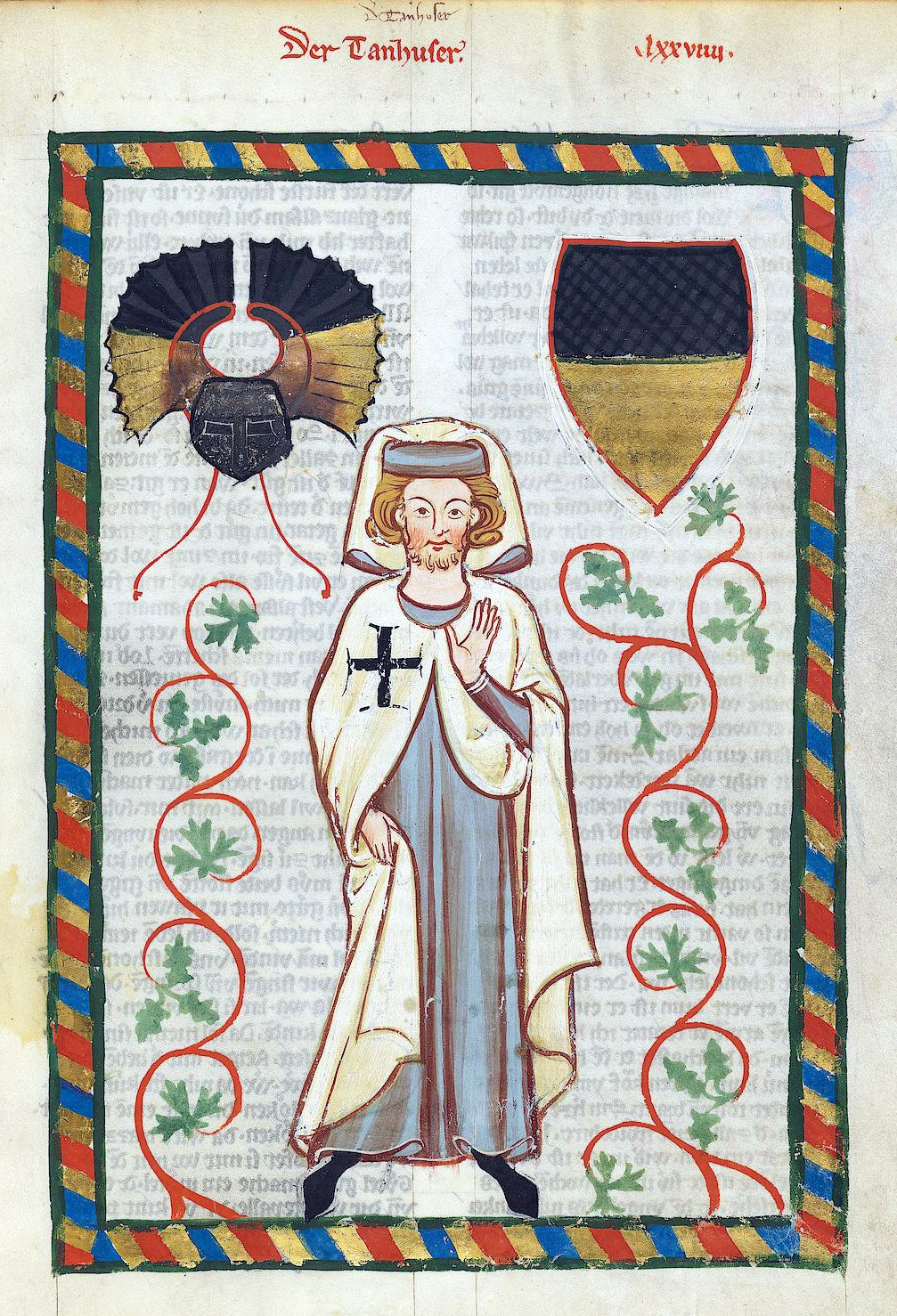
Der Tannhäuser (Codex Manesse, um 1300)

Tannhäuser, mittelhochdeutsch Tanhūser (* im 1. Viertel des 13. Jahrhunderts; † nach 1256), oft Der Tannhäuser genannt, war ein deutscher Minnesänger und Spruchdichter. Seine Lebensdaten sind unbekannt; tätig war er um die Mitte des 13. Jahrhunderts, mindestens wohl zwischen 1245 und 1256.

## Leben
Der Vorname des Minnesängers Tannhäuser ist nicht bekannt. In der jüngsten Forschung wird in Erwägung gezogen, dass der Name ein Pseudonym sein könnte, das auf seine unsichere Existenz als fahrender Dichter hinweist, der – zeitweilig – im Wald zu hausen gezwungen war. Schon Johannes Siebert sah es als am wahrscheinlichsten an, dass er einer Reichsministerialenfamilie „de Tanhusen“ aus dem Grenzgebiet von Mittelfranken und der Oberpfalz entstammte, deren Mitglieder 1145, 1215, 1240, 1242 und 1246 urkundlich fassbar sind und in enger Beziehung zur Familie Rindsmaul standen. In der Klosterkirche von Kastl wurde im Wappenfries aus 69 beschrifteten Wappen ein Tannhausen-Wappen neben das Wappen der Familie Rindsmaul gemalt. In Thannhausen, heute ein Ortsteil von Freystadt, befand sich westlich der Kirche eine mit Wall und Graben umgebene Turmburg, die nach Karl Bosl eine Reichsministerialenburg gewesen war. Weniger wahrscheinlich erscheint, dass der Minnesänger von den niederadeligen Herren und späteren Freiherren von Thannhausen (Tannhausen im Ostalbkreis) abstammt, denn diese Herren waren Ministeriale der Grafen von Oettingen.
Aus Tannhäusers Dichtungen kann man als einigermaßen gesichert nur entnehmen, dass er sich 1245/46 in Wien am Hof seines Gönners Herzog Friedrich II. von Österreich aufhielt und dessen Ambition auf die Erhöhung vom Herzog zum König unterstützte (Lied Nr. 1, Vers 53ff.). Dieser letzte Herzog von Österreich und der Steiermark aus dem Hause der Babenberger fiel gegen die Ungarn am 15. Juni 1246 in der Schlacht an der Leitha. Daraufhin verlor Tannhäuser seine Güter, die ihm Herzog Friedrich II. offenbar als Lehen überlassen hatte: einen Hof zu Wien, Leopoldsdorf und ein schönes Gut bei Himberg; deren Einkünfte gingen ihm nun ab (Nr. 14, Strophe V). In Nr. 6 (wohl nicht vor 1256) beklagte Tannhäuser, dass es keine Mäzene mehr gäbe. Nr. 13, das sog. „Kreuzlied“, kontrastiert das angenehme Leben in Apulien mit den Unbilden einer Schiffspassage in das Heilige Land. Daraus wird man nicht ohne weiteres wie Siebert eine Teilnahme des Dichters am Kreuzzug Friedrichs II. 1228/29 erschließen können, gar als Ritter des Deutschen Ordens, zumal Jerusalem nach diesem Kreuzzug für christliche Pilger bis zur Rückeroberung durch die Muslime 1244 frei zugänglich war. Damit ist auch Tannhäusers Geburtsjahr um 1200/05 zweifelhaft. Möglich ist somit durchaus auch, dass er etwa zwanzig Jahre später zur Welt kam. Der Illustrator der Manesseschen Handschrift bildet ihn um 1300 als Ordensritter ab und tatsächlich gab es einen Siboto III. von Tannhausen, der in der Ordensniederlassung zu Nürnberg als Ordensbruder zweimal genannt wurde, nämlich 1259 und 1261, und in der Deutschhauskirche in Würzburg seine Grabstätte fand. Dieser befand sich wahrscheinlich mit Lupold von Tanhusen am 29. August 1246, also kurz nach dem Tod von Herzog Friedrich, in Augsburg unter den 52 Zeugen eines Grundstücksgeschäftes in Gegenwart des jungen Konrad IV., dem Sohn und präsumptiven Nachfolger von Kaiser Friedrich II. Plausibel wäre, dass Tannhäuser nach dem Tod seines Gönners im Gefolge des Konrad schnell nach einem neuen Mäzen suchte. Ob der Dichter mit Siboto oder auch Lupold identifiziert werden kann, muss gleichwohl offen bleiben, zumal das Wappen in der Miniatur nicht dem der Familie Tanhusen entspricht.

## Werk
Der Codex Manesse (abgekürzt: C, um 1300) überliefert 16 Dichtungen von Tannhäuser, die sich in drei Gruppen einteilen lassen: Nr. 1–6: Leiche; Nr. 7–11: Minnelieder; Nr. 12–16: Sangspruchdichtungen, wobei Nr. 16 ein Rätsel ist, im Einzelnen:
1. „Uns kumt ein wunneclîchiu zît“: Fürstenlob auf Herzog Friedrich II. von Österreich
2. „Went ir in ganzen fröiden sîn“: ins Detail gehende Beschreibung einer Minnebegegnung
3. „Der winter ist zergangen“: Pastourelle und Minnebegegnung
4. „Ich lobe ein wîp“: Frauenpreis und -werbung in Katalogform
5. „Der künic von Marroch“: Aufzählung verschiedener Länder und Herrschaften
6. „Ich muoz clagen“: Aufzählung verschiedener verstorbener Fürstenmäzene
7. „Wol ûf, tanzen überal“: Lob des Tanzes
8. „Jârlang blœzet sich der walt“: Unerfüllbare Wünsche der Minnedame
9. „Stæter dienest, der ist guot“: dito
10. „Mîn frowe, diu wil lônen mir“: dito
11. „Gegen diesen wînnahten“: Frauenpreis
12. „Hier vor dô stuont mîn dinc alsô“: Klage über das Los des fahrenden Sängers
13. „Wol im, der nû beizen sol“, sog. „Kreuzlied“: Beschwernisse der Seereise eines Pilgers
14. „Daz ich ze herren niht enwart“: Klage darüber, dass es keine Mäzene mehr gibt
15. „Dank habe der meie“: Lob des Frühlings
16. „Es sluoc ein wîp ir man ze tode“, 5 Rätsel: Adam und Eva, die Arche Noah, die Eucharistie sowie die Ermordung von Thomas Becket 1170(?)

Nr. 9 ist zusätzlich in der Berliner Liederhandschrift mfg922 (1. Viertel des 15. Jahrhunderts) und mit „Ton“ (also mit der dem Reimschema eines Leichs zugeordneten Melodie) in der Kolmarer Liederhandschrift (2. Hälfte des 15. Jahrhunderts) überliefert, Nr. 12 mit „Ton“ in der Berliner Handschrift mgq414 (niedergeschrieben von Hans Sachs 1517/18). Alle weichen mehr oder weniger deutlich von den Fassungen in C ab. Weitere, Tannhäuser zugeschriebene „Töne“ existieren zu mutmaßlich apokryphen Texten, etwa dem Bußlied „Es ist hiute eyn wunnyclicher tac“ aus der Jenaer Liederhandschrift, auf dem wesentlich die Tannhäuser-Sage basiert, bzw. gelten aufgrund des Reimschemas als „Ton“ zu Liedern des Tannhäuser, z. B. der Conductus „Sion egredere“ zum Frauenlob Nr. 4.

## Tannhäuser-Sage
Der frivole Leich Nr. 2, das Kreuzlied Nr. 13 und das ernste, teilweise allerdings als apokryph angesehene Bußlied mit der Hinwendung zu geistlichen Werten bildeten wohl den Ausgangspunkt für die Tannhäuser-Sage (Aufenthalt im Venusberg, Bußfahrt nach Rom), für die erste Zeugnisse seit etwa 1430 vorliegen. In den Tannhäuser-Balladen seit 1450 bildete sich parallel zu anderen Dichtersagen (Bremberger-, Möringer-Ballade) diese Legende literarisch aus.
Sie erzählt von dem Ritter Tannhäuser, der sich vom Venusberg zum Papst (Urban IV., 1261–1264) nach Rom begibt, um dort für sein sündiges Treiben mit Frau Venus Vergebung zu erhalten. Dieser weist ihn jedoch ab: Ebenso wenig wie der Stab in seiner, des Papstes, Hand, zu grünen beginne, so wenig könne Tannhäuser auf Gottes Gnade hoffen. Der Ritter kehrt in den Venusberg zurück; die Boten des Papstes, dessen Stab zu grünen begonnen hat, erreichen ihn nicht mehr. 1515 in Nürnberg erstmals gedruckt, entfaltete die Ballade große Wirkung. Vor allem nach ihrer Aufnahme in die Gedichtsammlung Des Knaben Wunderhorn (1805–1808) erzählten die Dichter der Romantik die Legende in diversen Fassungen neu (Ludwig Tieck Der getreue Eckart und der Tannenhäuser 1799; Heinrich Heine 1836). Der Mythos um sein Leben lieferte schließlich Richard Wagner den Grundstoff für seine romantische Oper Tannhäuser und der Sängerkrieg auf Wartburg (Uraufführung 1845). Der Salzburger Autor Wolfgang Kauer vergleicht Tannhäusers Venusberg mit Ulrich von Liechtensteins Minneturm.

## Moderne Vertonungen
Ein Auszug aus Tannhäusers Bußlied wurde von der deutschen Mittelalter-Rockband In Extremo unter dem Titel Tannhuser auf ihrem Album Mein rasend Herz (2005) vertont.

### Textausgaben
- Ralf-Henning Steinmetz [u. a.] (Hrsg.): Die Dichtungen des Tannhäusers: Texte und Übersetzungen. Germanistisches Seminar, Kiel 2019 (vollständige Textausgabe, PDF, nach modernen Prinzipien ediert und mit textnahen Übersetzungen versehen).
- Maria Grazia Cammarota, Jürgen Kühnel: Tannhäuser, Die Gedichte der Manessischen Handschrift. Mittelhochdeutsch / Neuhochdeutsch. Einleitung, Edition, Textkommentar von Maria Grazia Cammarota, Übersetzungen von Jürgen Kühnel (= Göppinger Arbeiten zur Germanistik; Band 749). Kümmerle, Göppingen 2009, ISBN 978-3-86758-004-5 (eigenwillig edierter Text, aktueller Kommentar, recht freie Übersetzung, die zum Teil auf eine andere Textgrundlage zurückgeht).
- Burghart Wachinger (Hrsg.): Deutsche Lyrik des Spätmittelalters (= Bibliothek des Mittelalters. Band 22 = Bibliothek deutscher Klassiker. Band 191). Deutscher Klassiker-Verlag, Frankfurt am Main 2006, ISBN 3-618-66220-3, S. 172–217 u. 717–737 (modern edierte Teilausgabe von Nr. I, III, X, XI, XIII, XIV mit Übersetzungen und ausführlichem Kommentar).
- Werner Höver, Eva Kiepe[-Willms]: Gedichte 700–1300; nach den Erstdrucken und Handschriften in zeitlicher Folge (= Epochen der deutschen Lyrik in 10 Bänden, hrsg. von Walther Killy. Band 1). Deutscher Taschenbuch-Verlag, München 1978, ISBN 3-423-04015-7 (handschriftennah edierte Teilausgabe von Nr. III, IX, XI, XIII, XIV mit Übersetzungen).
- John Wesley Thomas: Tannhäuser, poet and legend: with texts and translations of his works (= University of North Carolina studies in the Germanic languages and literatures. Band 77). University of North Carolina Press, Chapel Hill 1974, ISBN 0-8078-8077-9 (fehlerhafter diplomatischer Abdruck der handschriftlichen Texte, gereimte und sehr freie englische Übersetzung).
- Helmut Lomnitzer, Ulrich Müller (Hrsg.): Tannhäuser: die lyrischen Gedichte der Handschriften C und J; Abbildungen und Materialien zur gesamten Überlieferung der Texte und ihrer Wirkungsgeschichte und zu den Melodien (= Litterae. Band 13). Kümmerle, Göppingen 1973, ISBN 3-87452-111-7 (Abbildungen der handschriftlichen Texte und des Textes von Siebert).
- Johannes Siebert: Der Dichter Tannhäuser: Leben, Gedichte, Sage. Niemeyer, Halle/Saale 1934. Nachdruck: Olms, Hildesheim 1980, ISBN 3-487-06832-X; eingeschränkte Vorschau in der Google-Buchsuche (lange Zeit die einzige vollständige und vollständig kommentierte Ausgabe und als solche Grundlage der Forschung des 20. Jahrhunderts, heute in vielem veraltet, enthält auch weitere Texte der Tannhäuser-Tradition).

### Sekundärliteratur
- Bernhard M. Baron: Der Tannhäuser – ein Minnesänger aus der Oberpfalz. In: Oberpfälzer Heimatspiegel 2016, hrsg. von Bezirksheimatpfleger Dr. Tobias Appl, Pressath 2015, ISBN 978-3-939247-66-1, S. 178–184.
- Philip Stefan Barto: Tannhauser and the Mountain of Venus. A Study in the Legend of the Germanic Paradise. Kessinger Pub. Co. 2007, ISBN 978-0-548-09913-1.
- Horst Brunner, Johann Schrenk: Tannhäuser (Reihe Auf den Spuren der Dichter und Denker durch Franken). Schrenk, Gunzenhausen 2014, ISBN 978-3-924270-60-5.
- Richard M. Meyer: Tannhäuser. In: Allgemeine Deutsche Biographie (ADB). Band 37, Duncker & Humblot, Leipzig 1894, S. 385–388.
- Dietz-Rüdiger Moser: Die Tannhäuser-Legende. Eine Studie über Intentionalität und Rezeption katechetischer Volkserzählungen zum Buß-Sakrament (= Fabula: Supplement-Serie, Reihe B. Untersuchungen; 4). de Gruyter, Berlin 1977, ISBN 3-11-005957-6 (Besprechung).
- Wolfgang Rappel: Tannhäuser. In: Karl Bosl (Hrsg.): Bosls bayerische Biographie. Pustet, Regensburg 1983, ISBN 3-7917-0792-2, S. 770 (Digitalisat).
- Johann Schrenk: Tannhäusers Heimat (= Auf den Spuren der Dichter und Denker durch Franken. Band 1). Gunzenhausen 2003, ISBN 3-924270-38-4.
- Ralf-Henning Steinmetz: Tannhäuser. In: Neue Deutsche Biographie (NDB). Band 25, Duncker & Humblot, Berlin 2013, ISBN 978-3-428-11206-7, S. 783 f. (Digitalisat).
- Rudolf Stöckl: Tannhäuser. In: Wolfgang Buhl (Hrsg.): Fränkische Klassiker. Nürnberg 1971, ISBN 3-920701-28-3, S. 96–109 (Gute Beschreibung von Leben und Dichtung des Minnesängers).
- Burghart Wachinger: Tannhäuser. In: Verfasserlexikon. 2. Auflage. Band 9. de Gruyter, Berlin [u. a.] 1995, Sp. 600–610.
- Burghart Wachinger: Vom Tannhäuser zur Tannhäuser-Ballade. In: Zeitschrift für deutsches Altertum. 125, 1996, S. 125–141.